# Yang Min
Yang Min (Shanghai, 20 februari 1963) is een in China geboren tafeltennisser die al zijn gehele internationale carrière Italië vertegenwoordigt. Hij won in 2000 zowel een zilveren medaille op de Europese Top-12 als een bronzen in het landentoernooi van de wereldkampioenschappen in Kuala Lumpur, met de Italiaanse nationale mannenploeg.

## Sportieve loopbaan
Yang Min debuteerde in 1994 in het internationale (senioren)circuit, als lid van de nationale Italiaanse ploeg die negende werd in de WTC-World Team Cup  dat jaar. Een jaar later speelde hij zijn eerste WK en nog een jaar later zijn eerste toernooien op de ITTF Pro Tour. In beide formats plaatste de geboren Chinees zich nooit voor een finale. Wel mocht Yang Min na het WK 2000 een bronzen medaille mee naar huis nemen, na met de Italiaanse ploeg gesneuveld te zijn in de halve finale van het landentoernooi.
Op Europees niveau was Yang Min een geduchtere speler en dan met name op de Europese Top-12 toernooien, waar hij zich in 1996, 1997, 1998, 2001, 2001 en 2007 voor plaatste. Bij zijn eerste deelname won hij meteen een bronzen medaille. Op de Europese Top-12 in Alassio 2000 viel hij in eigen land opnieuw in de prijzen, toen hij zich plaatste voor de finale. Werner Schlager hield hem daarin van het goud af.
Yang Min was inmiddels in zijn veertiger jaren beland toen hij Italië mocht vertegenwoordigen op de Olympische Zomerspelen 2004. Daar bereikte hij zowel in het enkel- als dubbelspel de laatste 64. Een jaar later schreef hij nog het enkelspeltoernooi van de Middellandse Zeespelen op zijn naam.
Hij speelde in clubverband onder meer voor Sterilgarda TT Castel Goffredo en in de Franse Pro A voor Montpellier TT, waarmee hij in 2001 en 2003 de ETTU Cup won.